# BBC Parliament
BBC Parliament je britský televizní kanál společnosti BBC. Jeho cílem je zpřístupnit veškerou práci parlamentních a legislativních orgánů Spojeného království a Evropského Parlamentu. Vysílá a pokrývá House of Commons a House of Lords, Select Committees Parlamentu Spojeného království, ze tří svěřených shromáždění – Skotský parlament, Parlament Severního Irska a Velšské shromáždění. Občas vysílá z Nejvyššího koncilu anglikánské církve. Kanál také vysílá z Evropského Parlamentu a z výročních konferencí hlavních britských politických stran a odborových svazů. Průměrná sledovanost je 1,2% populace britských občanů, kteří tento kanál sledují déle než 3 minuty nejméně jednou týdně; tito diváci sledují průměrně více než dvě hodiny týdně.

## Loga kanálu

Logo BBC Parliament od roku 2008 do roku 2021
Logo BBC Parliament od roku 2021 do roku 2022